# جاك جاي غروس
جاك جاي غروس (بالإنجليزية: Jack J. Gross)‏ هو شخصية أعمال ومنتج أفلام أمريكي، ولد في 29 يوليو 1902 في نيويورك في الولايات المتحدة، وتوفي في 12 مارس 1964 في لندن في المملكة المتحدة.

## وصلات خارجية
- جاك جاي غروس على موقع IMDb (الإنجليزية)
- جاك جاي غروس على موقع قاعدة بيانات الفيلم (الإنجليزية)